# Списак речи са завршетком -изам
|  |  |  |  |  |  |  |  |  |  |  |  |  |  |  |  |  |  |  |  |  |  |  |  |  |  |  |  |  |  |

## A
- Аболиционизам - борба за укидање трговине робљем и за слободу робова.
- Агностицизам
- Адвентизам - веровање у поновни долазак Исуса Христа
- Адопционизам
- Академизам
- Активизам
- Албинизам - генетичка варијанта, одуство меланина у очима, кожи, коси, љускама или перју
- Алкохолизам - болест зависности од алкохола.
- Алоцентризам
- Алпинизам (по планини Алпи) - планинарски спорт.
- Алтруизам
- Амаизам
- Анархизам - политичка теорија која се бори против свих облика власти.
- Анахронизам
- Андроцентризам
- Анимизам
- Антагонизам
- Антиглобализам - борба против глобализације.
- Антимилитаризам - борба против милитаризма.
- Антисемитизам - нетрпељивост (од анти-) према припадницима семитског народа; углавном се подразумева мржња према Јеврејима.
- Антропоморфизам
- Аполинаризам
- Апсентизам
- Аријанизам
- Артифицијелизам
- Асимилационизам
- Аскетизам
- Астигматизам
- Атеизам - неверовање у постојање божанског.
- Атомизам
- Аутизам
- Аутоеротизам - стање када се осећа еротско узбуђење при погледу на сопствено тело.
- Аутоморфизам
- Афоризам

## Б
- Бабизам
- Бахаизам
- Бикултурализам
- Биотероризам
- Бихевиоризам
- Бициклизам
- Браманизам
- Будизам

## В
- Вандализам
- Ведизам
- Венизелизам
- Вахабизам
- Воајеризам
- Волонтеризам
- Вулгаризам

## Г
- Геодетерминизам
- Гностицизам
- Гркокатолицизам

## Д
- Дадаизам
- Далтонизам
- Дарвинизам (по Дарвину) - учење о еволуцији које се заснива на делу енглеског научника Чарлса Дарвина.
- Деизам
- Деспотизам
- Детерминизам
- Дефетизам
- Дивизионизам
- Диоенергизам
- Диотелитизам
- Диофизитизам
- Догматизам
- Докетизам
- Донатизам
- Друзизам
- Друизам
- Дуализам

## Ђ
- Ђаинизам

## Е
- Евангелизам
- Еволуционизам
- Евроцентризам
- Егзибиционизам
- Егзорцизам
- Егоизам
- Егоцентризам
- Езотеризам
- Еклектицизам
- Екотероризам
- Експресионизам
- Екуменизам
- Електромагнетизам
- Емпиризам
- Ендоморфизам
- Епикуреизам
- Етноцентризам
- Еуроцентризам
- Еуфемизам

## З
- Зенитизам
- Зороастризам (по пророку Зороастеру) - учење староперсијског пророка Зороастера.

## И
- Идеализам
- Изолационизам
- Изоморфизам
- Илиризам
- Иморализам
- Империјализам
- Импресионизам
- Индивидуализам
- Инстинктивизам
- Институционализам
- Инструментализам
- Инсурекционизам
- Интелектуализам
- Интенционализам
- Интервенционизам
- Иредентизам

## Ј
- Јудаизам

## К
- Канибализам - људождерство.
- Капитализам
- Католицизам
- Квијетизам
- Класицизам
- Клерикализам
- Колективизам
- Комунизам
- Комунитаризам
- Комформизам
- Конзервативизам
- Конформизам
- Конфучијанизам (по Конфучију) - учење древног кинеског мудраца Конфучија.
- Критицизам
- Кубизам
- Културализам

## Л
- Либерализам - политички правац.
- Либертаријанизам
- Логицизам
- Локализам

## М
- Магнетизам
- Маздаизам
- Маздакизам
- Мазохизам
- Макијавелизам
- Маниризам
- Марксизам
- Материјализам
- Мезопаганизам
- Меркантилизам
- Метаболизам
- Милитаризам
- Минимализам
- Мистицизам
- Модализам
- Модернизам
- Мозаицизам
- Монголизам
- Монизам
- Моноенергизам
- Мономорфизам
- Монотеизам
- Монотелитизам
- Монофизитизам
- Монтанизам

## Н
- Надреализам
- Нарцизам - заљубљеност у самога себе.
- Нативизам
- Натуризам
- Нацизам - скраћени назив за Национал-социјализам, од Наци-онал социјали-зам.
- Национализам
- Национал-социјализам - политички правац, чији је творац Адолф Хитлер.
- Негативизам
- Неоимпресионизам
- Неокласицизам
- Неокозерватизам
- Неолиберализам
- Неонацизам
- Неопаганизам
- Непотизам
- Несторијанизам
- Нихилизам
- Номадизам
- Номинализам
- Нудизам

## О
- Окултизам
- Ониризам
- Операизам
- Операционализам
- Опортунизам

## П
- Паганизам
- Палеопаганизам
- Паразитизам
- Партикуларизам
- Патернализам
- Пацифизам
- Песимизам
- Плурализам
- Поентилизам
- Позитивизам
- Поинтилизам
- Политеизам
- Популизам
- Постимпресионизам
- Прагматизам
- Прозелитизам
- Протекционизам
- Протестантизам
- Пуризам

## Р
- Радио-аматеризам
- Расизам
- Растафаријанизам
- Рационализам
- Реализам
- Рецидивизам
- Римокатолицизам
- Романтизам

## С
- Садизам
- Садомазохизам
- Сатанизам
- Сексизам
- Сензуализам
- Силогизам
- Симболизам
- Синкретизам
- Синкретопаганизам
- Сомнамбулизам
- Социјализам
- Социјал-дарвинизам - теорија дарвинизма примењена на људско друштво.
- Социологизам
- Соцреализам
- Спацијализам
- Спиритизам
- Субјективизам
- Сцијентизам

## Т
- Таоизам
- Теопасхизам
- Тероризам
- Тоталитаризам
- Тотемизам
- Трансвестизам
- Транссексуализам
- Туризам
- Турцизам - означава речи у неком језику које су изворно из турског језика.

## У
- Универзализам
- Урбанизам
- Утилитаризам

## Ф
- Фанатизам
- Фатализам
- Фашизам
- Фекундизам
- Феминизам
- Фетишизам
- Феудализам - друштвено уређење које за основу има право на феудалне поседе.
- Физизам
- Филантропизам
- Фовизам
- Фројдизам - учење по Зигмунду Фројду.
- Фузионизам
- Фундаментализам
- Функционализам
- Футуризам

## Х
- Хегемонизам
- Хедонизам (од хедонија) - тежња ка сталном задовољавању жеља.
- Хередитаризам - наследност.
- Хетеросексизам – веровање да су особе са хомосексуалном оријентацијом девијантне, абнормалне или инфериорне у односу на хетеросексуалне
- Хиндуизам - религија у Индији.
- Холизам
- Хомеоморфизам
- Хомоеротизам - појава када особу еротски узбуђују особе истог пола.
- Хомоморфизам
- Хоспитализам
- Хуманизам
- Хуманитаризам
- Хуморизам

## Ц
- Цвинглијанизам
- Централизам
- Ционизам (по брду Сион, у Израелу) - тежња јеврејског народа да се поново насели у земљу одакле су првобитно кренуле сеобе јеврејског народа, у данашњи Израел.

## Ч
- Чартизам

## Ш
- Шарлатанизам
- Шовинизам